# Centruroides griseus
Espèce
Synonymes
- Tityus griseus C. L. Koch, 1844
- Centruroides dammanni Stahnke, 1970
- Centruroides griseus borinquensis Armas, 1982

Centruroides griseus est une espèce de scorpions de la famille des Buthidae.

## Distribution
Cette espèce est endémique du banc de Porto Rico. Elle se rencontre à Porto Rico, aux îles Vierges des États-Unis et aux îles Vierges britanniques.

## Description
Les mâles mesurent de 65 à 85 mm et les femelles de 60 à 70 mm.

## Systématique et taxinomie
Cette espèce a été décrite sous le protonyme Tityus griseus par C. L. Koch en 1844. Elle est placée dans le genre Centruroides par Francke et Sissom en 1980 qui dans le même temps place Centruroides dammanni en synonymie.
Centruroides griseus borinquensis a été placée en synonymie par Armas en 1988.

## Publication originale
- C. L. Koch, 1844 : Die Arachniden. Nürnberg, vol. 11, p. 1-174 (texte intégral).